# فرناندو ريستوي
فرناندو ريستوي (من مواليد 1961 في مدريد) اقتصادي إسباني شغل منصب رئيس معهد الاستقرار المالي التابع لبنك التسويات الدولية منذ أوائل عام 2017. وفي منصبه السابق كان نائب محافظ بنك إسبانيا من 2012 إلى 2017، وكان رئيس موازٍ لـ صندوق إعادة الهيكلة المصرفية المنظمة من 2012 إلى 2015.

## التعليم
تخرج ريستوي في الاقتصاد من جامعة كومبلوتنس بمدريد عام 1984، وفاز بجائزة بريميو إكستراورديناريو عن فصله. في عام 1988 حصل على درجة الماجستير في الاقتصاد القياسي والاقتصاد الرياضي بتقدير امتياز من كلية لندن للاقتصاد. حصل على درجة الدكتوراه في الاقتصاد من جامعة هارفارد عام 1991.

## المسار المهني
في عام 1991 انضم إلى بنك إسبانيا، حيث عمل في قسم الأبحاث حتى عام 2007. في التسعينيات قام بتدريس الاقتصاد في جامعة كومبلوتنس وجامعة تشارلز الثالث في مدريد.ة أصبح رئيسًا لقسم الأبحاث في عام 2001، وشارك في تأليف المنشورات في السنوات التالية عن سوق العقارات في إسبانيا.
في يوليو 2007 أصبح مفوضًا لهيئة سوق الأوراق المالية الوطنية، المنظم الإسباني لسوق الأوراق المالية. في 1 يناير 2008 أصبح أيضًا رئيس مجلس إدارة سيسر-فين وهي مجموعة تابعة للجنة منظمي الأوراق المالية الأوروبية (التي حلت محلها هيئة الأوراق المالية والأسواق الأوروبية في عام 2011).
في يونيو 2012 عاد ريستوي إلى بنك إسبانيا كنائب محافظ. وبهذه الصفة أصبح أيضًا رئيسًا لمؤسسة صندوق إعادة الهيكلة المصرفية المنظمة في أعقاب مذكرة التفاهم الإسبانية بشأن المساعدة المالية.
في 1 يناير 2017 أصبح رئيسًا لمعهد الاستقرار المالي لبنك التسويات الدولية في بازل، خلفًا لجوزيف توسوفسكي الذي كان في هذا المنصب منذ عام 2000.